# 4 marzo
Il 4 marzo è il 63º giorno del calendario gregoriano (il 64º negli anni bisestili). Mancano 302 giorni alla fine dell'anno.

## Eventi
- 1152 – Federico I Barbarossa viene eletto re di Germania
- 1351 - Il re di Uthong viene incoronato sovrano del nuovo Regno di Ayutthaya, nell'odierna Thailandia, con il nome regale Ramathibodi I[1]
- 1436 – Benedizione e inaugurazione della cupola di Santa Maria del Fiore a Firenze, per la quale venne eseguito il mottetto isoritmico Nuper rosarum flores composto dal compositore franco-fiammingo Guillaume Dufay; all'evento officiò papa Eugenio IV.
- 1461 – Re Enrico VI d'Inghilterra viene deposto
- 1665 – Inizia la seconda guerra anglo-olandese
- 1681 - Carlo II d'Inghilterra assegna una concessione a William Penn per l'area che diverrà in seguito la Pennsylvania[2]
- 1789 – A New York si riunisce il primo Congresso degli Stati Uniti e dichiara l'entrata in vigore della Costituzione
- 1790 – La Francia viene divisa in 83 dipartimenti, che frammentano le vecchie province, nel tentativo di rimpiazzare le vecchie lealtà basate sulla proprietà della terra da parte della nobiltà
- 1791 – Il Vermont viene ammesso come 14º Stato degli USA
- 1848 – Carlo Alberto emana lo Statuto Albertino
- 1861
  - Gli Stati Confederati d'America adottano la Stars and Bars come loro bandiera[2]
  - Abraham Lincoln viene eletto come 16º presidente degli Stati Uniti, è il primo repubblicano a detenere la carica
- 1865 - Gli Stati Confederati d'America approvano ed adottano il design finale della bandiera ufficiale[2]
- 1877
  - Debutto del balletto Il lago dei cigni di Pëtr Il'ič Čajkovskij[2]
  - Emile Berliner inventa il microfono[3]
- 1902 - A Chicago (Illinois), viene fondata la American Automobile Association[2]
- 1917 - Jeannette Rankin del Montana diventa la prima donna a far parte della Camera dei rappresentanti degli Stati Uniti[4]
- 1941 – Il Regno Unito lancia l'Operazione Claymore, sulle Isole Lofoten, durante la seconda guerra mondiale[2]
- 1947 – Eseguita l'ultima condanna a morte in Italia. I nomi dei condannati erano: Francesco La Barbera, Giovanni Puleo, Giovanni D'Ignoti
- 1950 – Esce nelle sale cinematografiche statunitensi il film Cenerentola, 12º Classico Disney
- 1954 – Il Peter Bent Brigham Hospital di Boston annuncia il primo trapianto riuscito di fegato[2]
- 1963 – A Parigi sei persone sono condannate a morte per il tentato assassinio del presidente Charles de Gaulle
- 1966 – John Lennon pronuncia la celebre frase: "I Beatles sono più famosi di Gesù"
- 1975 – Charlie Chaplin viene nominato cavaliere dalla regina Elisabetta II del Regno Unito
- 1977 – Un terremoto in Romania provoca più di 1.500 vittime
- 1979 – Papa Giovanni Paolo II pubblica la sua prima enciclica "Redemptor Hominis"
- 1980 – Robert Mugabe viene eletto primo ministro dello Zimbabwe
- 1989 – Time, Inc. e Warner Communications annunciano i piani di fusione della Time Warner
- 1991 – L'esercito USA distrugge un bunker iracheno dove sono custodite 7 tonnellate di gas nervino
- 1994 – Quattro terroristi vengono condannati per il loro ruolo nell'Attentato al World Trade Center del 1993 che provocò sei morti e più di mille feriti
- 1995 – Si apre a Copenaghen il Summit mondiale sullo sviluppo sociale
- 1997 – Il presidente statunitense Bill Clinton vieta le sovvenzioni federali per qualsiasi ricerca sulla clonazione umana
- 1998 – La Corte suprema degli Stati Uniti stabilisce che le leggi federali che sanzionano le molestie sessuali sul luogo di lavoro sono valide anche quando entrambe le parti in causa sono dello stesso sesso
- 1999 – Il capitano Richard Ashby dei Marines viene assolto dall'accusa di aver causato la morte di 20 sciatori sul Cermis, recidendo il cavo di una funivia col suo aereo
- 2001 – Una bomba esplode negli studi della BBC a Londra; l'attacco è stato rivendicato dall'IRA
- 2012 – Una serie di esplosioni in un deposito d'armi a Brazzaville nella Repubblica Democratica del Congo, provoca più di 250 morti
- 2018 – In Italia si vota per eleggere 630 deputati e 315 senatori della XVIII legislatura.

## Nati
Ci sono circa 1 250 voci su persone nate il 4 marzo; vedi la pagina Nati il 4 marzo per un elenco descrittivo o la categoria Nati il 4 marzo per un indice alfabetico.

## Morti
Ci sono circa 520 voci su persone morte il 4 marzo; vedi la pagina Morti il 4 marzo per un elenco descrittivo o la categoria Morti il 4 marzo per un indice alfabetico.

## Feste e ricorrenze

### Civili
Nazionali:
- Mauritius – Maha Shivaratri

### Religiose
Cristianesimo:
- San Casimiro di Cracovia, patrono della Lituania
- San Lucio
- San Basino di Treviri, vescovo
- Santi Fozio, Archelao e Quirino e diciassette compagni, martiri in Bitinia
- San Giovanni Antonio Farina, vescovo
- San Pietro Pappacarbone, abate di Cava
- Beati Cristoforo Bales, Alessandro Blake e Nicola Horner, martiri
- Beato Daniele Dajani, sacerdote gesuita, martire
- Beato Giovanni Fausti, sacerdote gesuita, martire
- Beato Giovanni Shllaku (Kolë), sacerdote francescano, martire
- Beato Marco Çuni, seminarista e martire
- Beata Marie-Louise de Lamoignon, fondatrice delle Suore della carità di San Luigi
- Beati Miecislao Bohatkewicz, Ladislao Mackowiak e Stanislao Pyrtek, sacerdoti e martiri
- Beata Placide Viel, vergine
- Beato Ruperto di Ottobeuren, abate
- Beato Umberto III di Savoia, conte
- Beato Zoltán Lajos Meszlényi, vescovo e martire